# Podzimka obecná

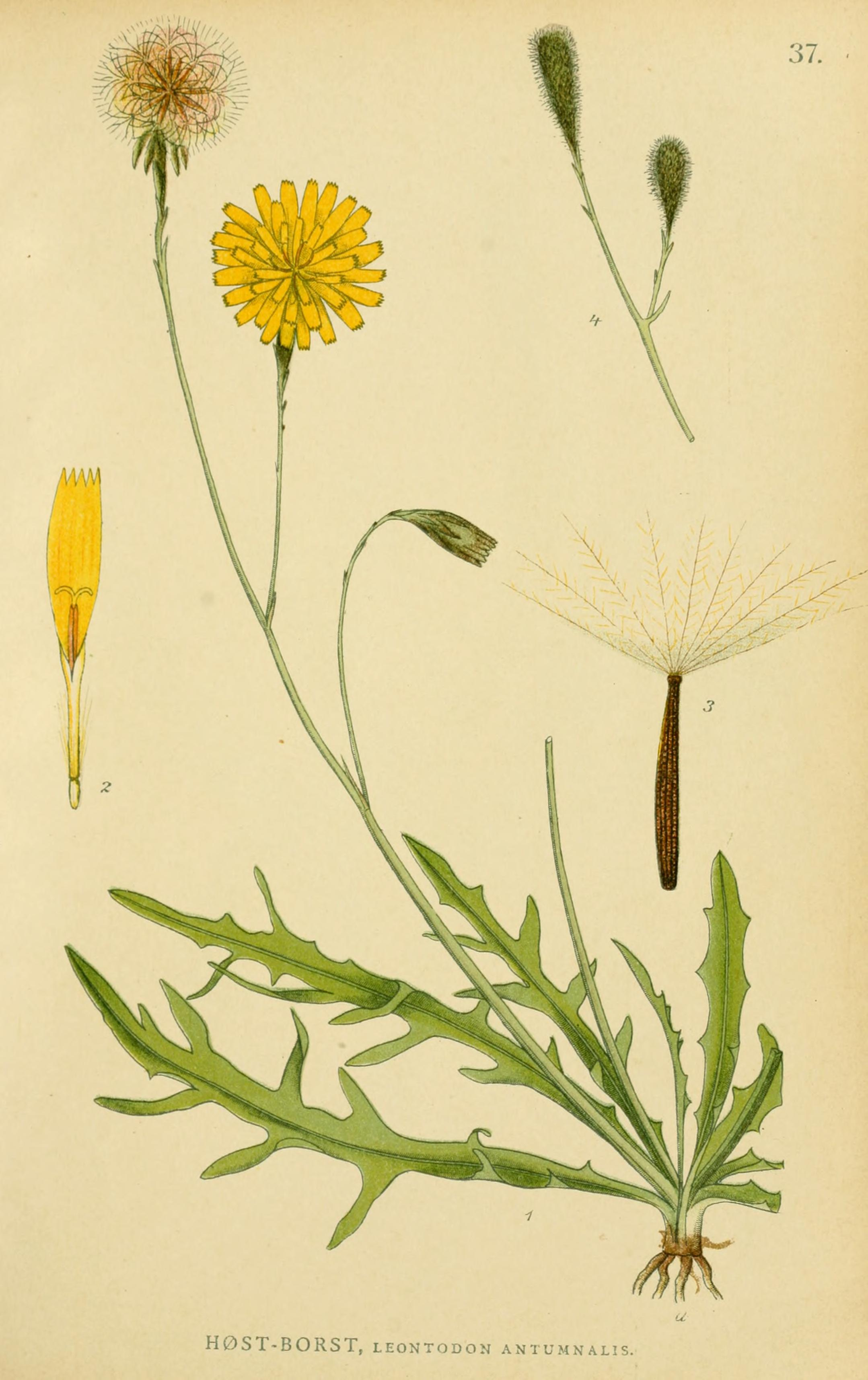
Zobrazení podzimky obecné

Podzimka obecná (Scorzoneroides autumnalis) je vytrvalá, středně vysoká, sytě žlutě kvetoucí rostlina, která je v české krajině hojně rozšířena. V posledních létech prošla několika změnami v zatřídění, z původního zařazení mezi pampelišky (pampeliška podzimní) byla přesunuta mezi máchelky (máchelka podzimní) a docela nedávno byla po podrobném genetickém průzkumu vřazena do rodu podzimka, kde je nyní jediným druhem vyskytujícím se v přírodě ČR.

## Rozšíření
Převážně evropský druh, který se vyskytuje od Španělska a Islandu na západě až po evropskou část Ruska a severní Kavkaz na východě. Samostatné arely se nacházejí ještě v Kazachstánu a v Saúdské Arábii. Druhotně byla zavlečena do západní Sibiře a na Dálný východ, stejně jako do východních oblastí Severní a Jižní Ameriky i na Nový Zéland. V České republice je hojným, plošně rozšířeným druhem.

## Ekologie
Roste nejčastěji na dusíkem bohatých, neutrálních až slabě kyselých, suchých až mírně vlhkých půdách, které mohou být i mírně zasolené. Obsazuje slunná místa na pastvinách, loukách, úhorech, po okrajích lesů, v městských parcích, na sešlapávaných nebo ruderalizovaných místech i okolo solených cest a chodníků. Vyskytuje se na nevápnitých půdách od teplých nížin až do chladných horských poloh. Kvete dlouho do podzimu, od července do října, odtud i její rodové jméno „podzimka“. Ploidie druhu je 2n = 12 nebo 24. Rostliny bývají vzhledově od sebe dosti odlišné, mívají různě tvarované listy a rozdílnou hustotu chlupů.

## Popis
Vytrvalá bylina s jednou nebo častěji s více, v trsu rostoucími lodyhami, které vyrůstají z krátkého větveného oddenku a jsou vysoké 10 až 60 cm. Lodyhy bývají vystoupavé až přímé, v horní polovině chudě větvené, lysé nebo řídce chlupaté, ve vrchní části porostlé drobnými šupinovitými listy a pod úborem slabě ztlustlé. Listy rostou pouze v přízemní růžici a i u jedné rostlině bývají tvarově rozdílné. Mívají délku 4 až 35 cm a šířku 0,5 až 4 cm, v obryse jsou podlouhlé, zvlněné, chobotnatě peřenoklané až peřenosečné, mělce zubaté až téměř celistvé, lysé nebo řídce chlupaté a hlavní žilku křídlatého řapíku mívají červeně zabarvenou.
Na konci lodyhy a větví vyrůstají jednotlivě květní úbory velké 2 až 4 cm, které jsou před rozkvětem vzpřímené. Skládají se z 20 až 30 sytě žlutých, oboupohlavných, jazykovitých kvítků s pěti tyčinkami, dvěma zelenkavými bliznami a pestíkem ze dvou plodolistů. Liguly bývají dlouhé až 1,5 cm, na konci mají pět zoubků a u vnějších kvítků je načervenalý nebo nafialovělý proužek. Pylová zrna jsou cihlově červená. Víceřadý zvonkovitý zákrov mívá až 20 kopinatých listenů dlouhých do 12 mm. Listeny jsou tmavě zelené s černými, ostrými špičkami a mohou být lysé nebo porostlé dlouhými chlupy. Květy mohou být opyleny hmyzem nebo samosprašně.
Plody jsou válcovité, hnědé nažky dlouhé 4 až 8 mm. Mají světle hnědý nebo šedý jednořadý, pernatý chmýr 3 až 8 mm dlouhý.

## Rozmnožování
Podzimka obecná se do blízkého okolí rozšiřuje rozrůstáním rozvětveného oddenku, z kterého v odstupech vyrůstají listové růžice. Na nová místa se dostává většinou nažkami, které jsou rozptylovány větrem nebo odnášeny v srsti zvířat, jsou také šířeny lidskou činností, např. při svozu píce z polí. Nažky (semena) mají nestejnou dobu dormance a mnohé klíčí brzy po uzrání.